# El Chapo
Joaquín Archivaldo Guzmán Loera, més conegut com a El Chapo (La Tuna, Badiraguato, Sinaloa, Mèxic, 3 d'abril de 1957), és el líder d'una organització internacional de venda i distribució de droga anomenada Alianza de Sangre, també coneguda com a Càrtel de Sinaloa. Després de l'arrest d'Osiel Cárdenas del Càrtel del Golf, Joaquín Guzmán es va convertir en el principal traficant de drogues a Mèxic. El 1993 va ser detingut a Ciutat de Guatemala, i extradit a Mèxic, però vuit anys després va escapar de la presó de màxima seguretat de Puente Grande, a Jalisco.
Des de la seva fugida el gener de 2001, es va convertir en el segon home més buscat per l'FBI i la Interpol després d'Ossama bin Laden. Quan aquest va morir el 2011, el rànquing titulat "Els nous 10 més buscats", elaborat per la revista Forbes, va col·locar en primer lloc a Guzmán Loera, a qui va qualificar com un home "implacable i determinat". Aquesta mateixa revista va calcular la seva fortuna en mil milions de dòlars. El 2013 se'l considerava en el lloc 67 entre les persones més poderoses del món. Va admetre haver assassinat entre 2.000 i 3.000 persones, entre les quals es troba Ramón Arellano.
El 22 de febrer de 2014, el President de Mèxic, Enrique Peña Nieto va confirmar que Guzmán Loera havia estat capturat en un operatiu conjunt de la Secretaria de Governació, Secretaria de la Defensa Nacional, la Secretaria de Marina, la Procuraduría General de la República, la Policia Federal i el Centre de Recerca i Seguretat Nacional. La nit de l'11 de juliol de 2015 El Chapo Guzmán va tornar a escapolir-se i la notícia va ser donada a conèixer per la premsa mexicana.
El 8 gener de 2016 Chapo va ser capturat de nou per la policia mexicana.
El 20 de gener de 2017 Chapo va ser extradit als Estats Units. El 2019, va ser declarat culpable de múltiples delictes relacionats amb les activitats del Càrtel de Sinaloa i condemnat a cadena perpètua. Roman tancat a la presó de màxima seguretat de Florence a Colorado (Estats Units).
El seu fill, Ovidio Guzmán López, que havia reprès el lideratge del càrtel de narcotràfic, fou detingut el 2023 a Culiacán (Sinaloa).